# 向原停留場
向原停留場（むこうはらていりゅうじょう）は、東京都豊島区東池袋四丁目および南大塚三丁目にある東京都交通局都電荒川線（東京さくらトラム）の停留場である。駅番号はSA 24。

## 歴史
- 1925年（大正14年）11月12日：王子電気軌道大塚駅前 - 鬼子母神前間開業時に開業。
- 1942年（昭和17年）2月1日：王子電気軌道が東京市に買収され、東京市電（現・東京都電車）早稲田線（現・荒川線）の停留場となる。
- 1944年（昭和19年）：戦時体制により早稲田線の営業を休止[2]。
- 1946年（昭和21年）7月10日：早稲田線の営業を再開[3]。

## 停留場構造
相対式ホーム2面2線の地上駅。春日通りを挟んで千鳥式にホームが設置されている。
なお、都市計画道路補助81号線の整備に伴い、将来的に上下線ともホームを大塚駅前寄りに移設する予定がある。
| 乗車ホーム | 路線                            | 方向 | 行先         |
| ---------- | ------------------------------- | ---- | ------------ |
| 西側       | 都電荒川線 （東京さくらトラム） | 上り | 三ノ輪橋方面 |
| 東側       | 都電荒川線 （東京さくらトラム） | 下り | 早稲田方面   |

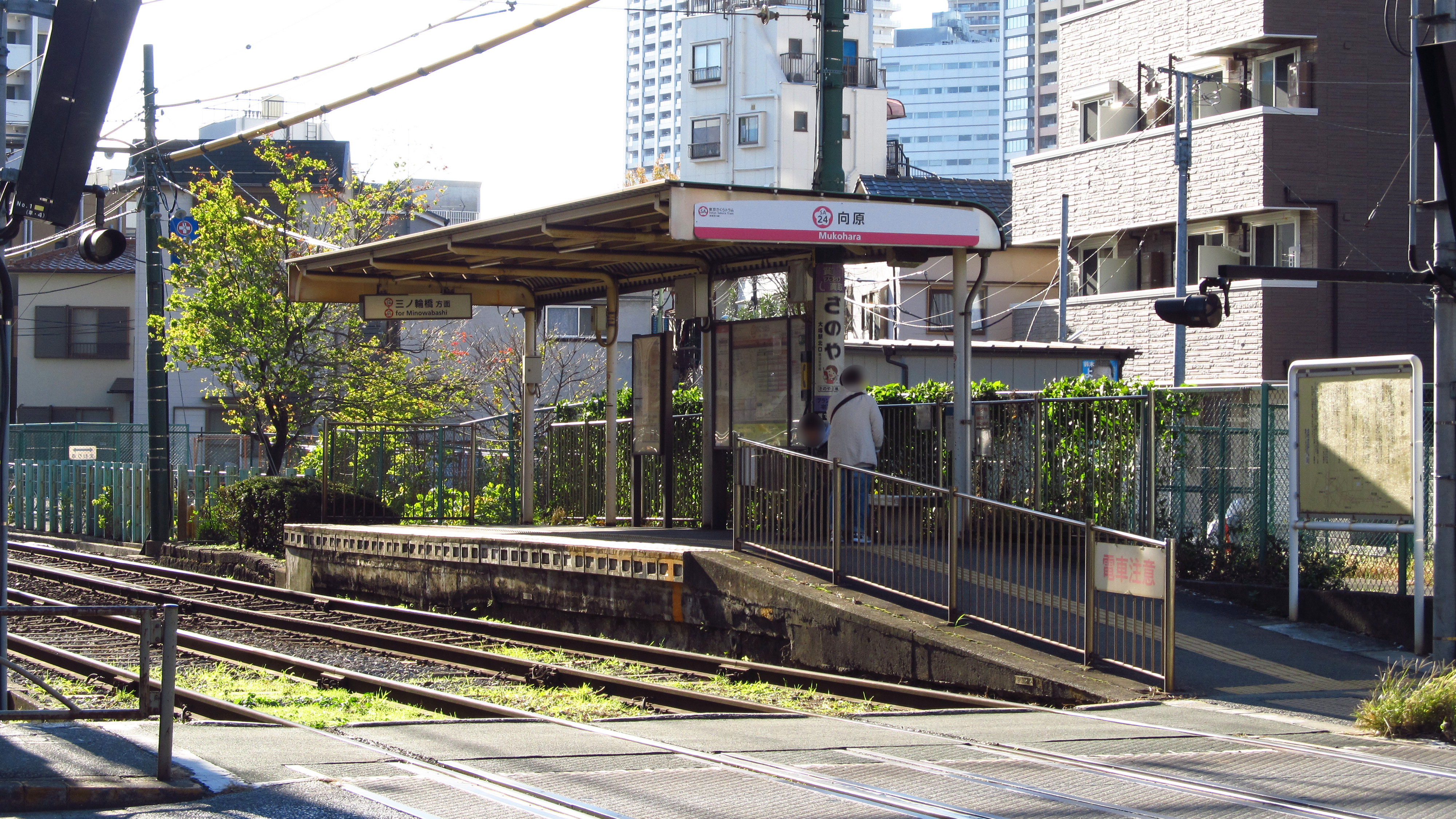
三ノ輪橋方面ホーム（2018年12月）
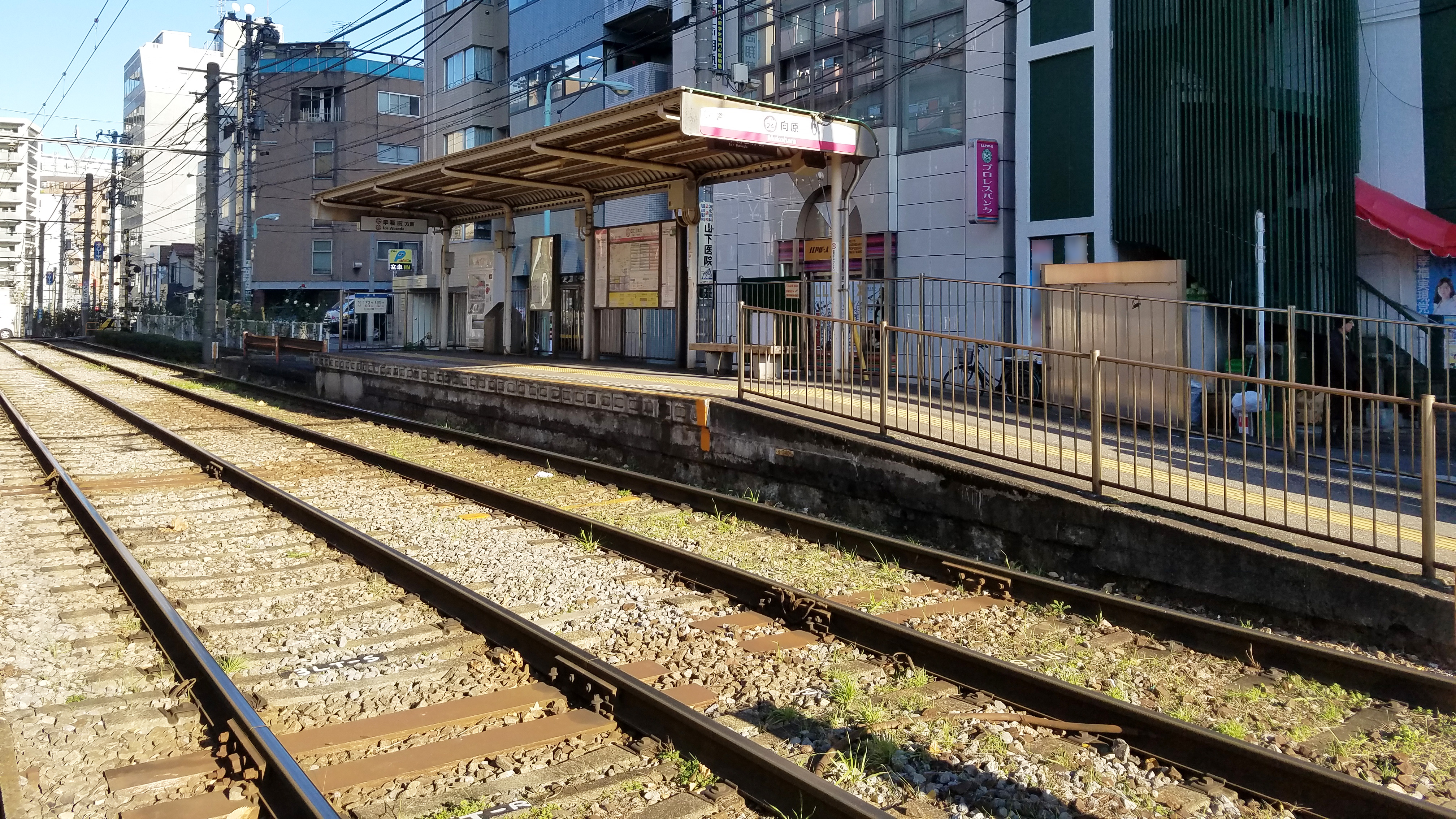
早稲田方面ホーム（2018年12月）

## 停留場周辺
- サンシャインシティ
- 帝京平成大学
- 豊島区立朋有小学校
- 東京地下鉄建築区
- 春日通り
- 空蝉橋通り
- 大塚台公園
- 豊島郵便局
- 新日本スポーツ連盟
- としまみどりの防災公園（IKE・SUNPARK） - 公式には東池袋四丁目停留場が最寄りとして案内されている。

### バス路線
向原
- 都営バス
  - 上60：池袋駅東口行 / 上野公園行

## 隣の停留場
東京都交通局
 都電荒川線（東京さくらトラム）
大塚駅前停留場 (SA 23) - 向原停留場 (SA 24) - 東池袋四丁目停留場 (SA 25)